# يعقوب با
يعقوب با (بالفرنسية: Jacob Ba)‏ لاعب كرة قدم موريتاني من أصل سنغالي ولد في 20 يناير 1984 في مدينة سان لويس السنغالية ويلعب حالياً لنادي يونيون رويال نامور الروماني.

## روابط خارجية
- يعقوب با على موقع قاعدة بيانات كرة القدم.إي يو (الإنجليزية)
- يعقوب با على موقع ناشيونال فوتبول تيمز (الإنجليزية)
- يعقوب با على موقع Soccerway.com (الإنجليزية)